# Джон Ганн

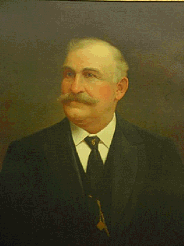
Джон Ганн

Джон Ганн (англ. John Hunn; 29 червня 1849 поблизу Міддлтауна, Делавер - 1 вересня 1926, Камден, Делавер) — американський політик і губернатор штату Делавер у 1901–1905 роках.

## Ранні роки
Джон Ганн походив із родини, яка активно підтримувала рух рабів-втікачів із південних штатів напередодні Громадянської війни в США, що на той час вважалось кримінальною діяльністю. В одному з таких випадків його батька оштрафували на велику суму грошей, і їхню ферму довелося продати з аукціону. Молодий Джон відвідував школу квакерів у Камдені та Бордентаунський інститут Нью-Джерсі. Потім він супроводжував свого батька до Південної Кароліни, де доглядав за колишніми рабами в так званих Бюро звільнених у Магнолії та Порт-Роялі та допомагав їм звикати до нового життя.

## Політичний підйом
У 1876 році Джон Ганн повернувся в Делавер, де оселився в Камдені. У сусідньому місті Вайомінг він торгував фруктами, зерном і деревиною. Політично він був членом Республіканської партії. Однак до 1900 року він не обіймав жодних державних посад. У період до початку нового століття його партії вдалося закріпитися в Делавері. У перші десятиліття після громадянської війни він відігравав незначну роль, але в 1890-х роках почалося швидке піднесення, частково завдяки спонсору з Філадельфії та скороченню Демократичної партії . У 1894 році Джошуа Г. Марвіл, перший республіканець, був обраний губернатором. У 1900 році Джон Ганн був висунутий як головний кандидат, а 6 листопада того ж року у віці 53% голосів проти демократа Пітера Дж. Форда його було обрано новим губернатором свого штату. Ці вибори стали знаковими для наступних 36 років у Делавері. Лише в 1936 році губернатором знову було обрано демократа Річарда К. Макмаллена.

## Губернатор штату Делавер
Джон Ганн обійняв нову посаду 15 січня 1901 року. Він був першим губернатором, який обіймав посаду згідно з новою конституцією штату 1897 року. Він також був першим губернатором штату Делавер, який мав посаду віце-губернатора. Це був Філіп Л. Кеннон, син колишнього губернатора Вільяма Кеннона. Згідно з новою конституцією, він також мав право вето на законодавчу владу. За правління губернатора Ганна поправки 13-15 до Конституції США, прийняті після громадянської війни, були нарешті ратифіковані в Делавері. Однак суперечка всередині його партії призвела до того, що посади сенаторів США від Делаверу були вакантними. Місце сенатора 1-го класу було вакантним між 1899 і 1903 роками, а місце сенатора 2-го класу залишалося вакантним з 1901 по 1903 рік. Лише в 1903 році обидві посади були заповнені знову. Губернатор Ганн виступав за прийом жінок до Делаверського коледжу і був першим губернатором Делаверу, який запропонував асфальтувати дороги. Ганн також виступав за збереження природи та громадські бібліотеки.

## Подальше життя
Після закінчення терміну повноважень 17 січня 1905 року він пішов з політики. Він присвятив себе своїм бізнес-інтересам, ставши, серед іншого, віце-президентом Дуврського першого національного банку та директором Дуврської національної будівельно-кредитної асоціації . Джон Ганн помер у 1926 році. У нього була донька з дружиною Сарою Ковґілл Емерсон.

## Вебпосилання
- Джон Ганн у Національній асоціації губернаторів (англійська)
- Губернатори штату Делавер (англійська)
- Джон Ганн на сайті Find a Grave (англ.) у